# Цордо, Маттиас де
Маттиас де Цордо (нем. Matthias de Zordo; род. 21 февраля 1988, Бад-Кройцнах) — немецкий легкоатлет, чемпион мира в метании копья (2011).
С результатом 87,81 метра выиграл серебряную медаль на чемпионате Европы в 2010 году в Барселоне.
В 2011 году выиграл золотую медаль на чемпионате мира в Тэгу с результатом 86,27 метров. Закончил сезон 2011 года победой в Мемориале Ван-Дамма в Брюсселе с личным рекордом 88,36 метров, победив в серии соревнований. Брюссельский результат обеспечил ему также победу в Бриллиантовой лиге.

## Достижения
| 2007 | Чемпионат Европы среди юниоров     | Хенгело, Голландия | 1 место | 78,59 м |
| 2009 | Чемпионат Европы среди юниоров U23 | Каунас, Литва      | 8 место | 75,40 м |
| 2010 | Чемпионат Европы                   | Барселона, Испания | 2 место | 87,81 м |
| 2011 | Чемпионат мира                     | Тегу, Южная Корея  | 1 место | 86,27 м |

## Лучшие результаты сезонов
- 2006 — 71,67
- 2007 — 78,67
- 2008 — 82,51
- 2009 — 80,15
- 2010 — 87,81
- 2011 — 88,36
- 2012 — 81,62
- 2013 — 81,49